# Karviná hlavní nádraží
Karviná hlavní nádraží (Karviná főpályaudvar) egy csehországi vasútállomás, Karviná városban, a központtól nyugatra.

## Vasútvonalak
Az állomást az alábbi vasútvonalak érintik:
- Bohumín–Csaca-vasútvonal

## Szomszédos állomások
A vasútállomáshoz az alábbi állomások vannak a legközelebb:
- Dětmarovice
- Karviná-Darkov

## Fordítás
- Ez a szócikk részben vagy egészben  a   Karviná hlavní nádraží című lengyel Wikipédia-szócikk fordításán alapul.  Az eredeti cikk szerkesztőit annak laptörténete sorolja fel. Ez a jelzés csupán a megfogalmazás eredetét és a szerzői jogokat jelzi, nem szolgál a cikkben szereplő információk forrásmegjelöléseként.
- Ez a szócikk részben vagy egészben  a   Karviná hlavní nádraží című cseh Wikipédia-szócikk fordításán alapul.  Az eredeti cikk szerkesztőit annak laptörténete sorolja fel. Ez a jelzés csupán a megfogalmazás eredetét és a szerzői jogokat jelzi, nem szolgál a cikkben szereplő információk forrásmegjelöléseként.